# 掘穴環爪蚓
掘穴環爪蚓（學名：Perionyx excavatus），俗稱「太平二號」蚯蚓，英文俗名「Indian blue worm」（直譯「印度藍蚯蚓」），印度原生種，屬於環節動物門寡毛綱類動物（通稱「蚯蚓」）。在台湾是原生种或归化种。